# 주X말의 영화
《주X말의 영화》는 대한민국 문화방송에서 방송되었던 영화 프로그램이다.

## 같이 보기
- 잠은행